# Anthodiscus montanus
Anthodiscus montanus är en tvåhjärtbladig växtart som beskrevs av Henry Allan Gleason. Anthodiscus montanus ingår i släktet Anthodiscus och familjen Caryocaraceae. IUCN kategoriserar arten globalt som starkt hotad. Inga underarter finns listade i Catalogue of Life.